# Campionati europei di ciclismo su strada 2014 - Gara in linea maschile Under-23
La gara in linea maschile Under-23 dei Campionati europei di ciclismo su strada 2014 è stata corsa il 13 luglio in Svizzera, con partenza e arrivo a Nyon, su un percorso di 14,4 km da ripetere 12 volte per un totale di 172,8 km. La medaglia d'oro è stata vinta dallo svizzero Stefan Küng con il tempo di 4h16'05" alla media di 40,5 km/h, l'argento all'italiano Iuri Filosi e a completare il podio il francese Anthony Turgis.
Partenza con 145 ciclisti, dei quali 107 completarono la gara.

## Squadre partecipanti
| N.    | Cod. | Squadra         |
| ----- | ---- | --------------- |
| 1-2   | ALB  | Albania         |
| 4-7   | AUT  | Austria         |
| 11-12 | AZE  | Azerbaigian     |
| 13-19 | BEL  | Belgio          |
| 21-27 | CZE  | Repubblica Ceca |
| 28-34 | EST  | Estonia         |
| 35-36 | FIN  | Finlandia       |
| 37-43 | FRA  | Francia         |
| 44    | GEO  | Georgia         |
| 45-51 | GER  | Germania        |
| 52-58 | GRE  | Grecia          |
| 59-65 | NLD  | Paesi Bassi     |
| 66-70 | IRL  | Irlanda         |
| 73-79 | ITA  | Italia          |
| 80-82 | LAT  | Lettonia        |
| 83    | LTU  | Lituania        |

| N.      | Cod. | Squadra     |
| ------- | ---- | ----------- |
| 84-86   | LUX  | Lussemburgo |
| 87-89   | MDA  | Moldavia    |
| 90-96   | NOR  | Norvegia    |
| 97-103  | POL  | Polonia     |
| 104-110 | PRT  | Portogallo  |
| 111     | ROU  | Romania     |
| 112-118 | RUS  | Russia      |
| 119-124 | SVK  | Slovacchia  |
| 125-131 | SVN  | Slovenia    |
| 135-138 | ESP  | Spagna      |
| 141-145 | SWE  | Svezia      |
| 146-152 | SUI  | Svizzera    |
| 153-155 | TUR  | Turchia     |
| 156-162 | UKR  | Ucraina     |
| 165-168 | BLR  | Bielorussia |
| 169     | LUX  | Lussemburgo |

## Ordine d'arrivo (Top 10)
| Pos. | Corridore          | Squadra   | Tempo    |
| ---- | ------------------ | --------- | -------- |
| 1    | Stefan Küng        | Svizzera  | 4h16'05" |
| 2    | Iuri Filosi        | Italia    | s.t.     |
| 3    | Anthony Turgis     | Francia   | s.t.     |
| 4    | Thomas Boudat      | Francia   | s.t.     |
| 5    | Matti Manninen     | Finlandia | s.t.     |
| 6    | Tiesj Benoot       | Belgio    | s.t.     |
| 7    | Liam Bertazzo      | Italia    | s.t.     |
| 8    | Sondre Holst Enger | Norvegia  | s.t.     |
| 9    | Tom Bohli          | Svizzera  | s.t.     |
| 10   | Silvio Herklotz    | Germania  | s.t.     |